# Arado Ar E.580
De Arado Ar E.580 was een project voor een jachtvliegtuig dat werd ontwikkeld door de Duitse vliegtuigontwerper Arado.
Men gebruikte een eerder project van Arado als basis voor het ontwerp. Dit project stamde van 12 september 1944. Dit nieuwe ontwerp was bedoeld voor de “Volksjäger”-competitie die tegen het einde van 1944 werd uitgeschreven. De ontwerpen voor deze competitie moesten eenvoudig van opzet zijn en ook snel kunnen worden geproduceerd.
De houten vleugels waren recht uitgevoerd en laag tegen de romp geplaatst. De romp was geheel van staal gebouwd. De staartsectie beschikte over twee richtingsroeren. De motor was een BMW 003A-1 straalmotor en deze was op de romprug aangebracht. De cockpit bevond zich gedeeltelijk voor de motorinlaat. Deze opstelling had voor een aantal problemen kunnen gaan zorgen en het was noodzakelijk om een groot aantal testen in de windtunnel uit te voeren om deze te onderzoeken en op te lossen. Hiervoor ontbrak echter de benodigde tijd en de mogelijkheden om dit uit te voeren waren ook schaars aan het worden. De meeste testfaciliteiten waren door de bombardementen niet meer in staat om de testen uit te voeren. Tevens zorgde deze opstelling voor een gevaar voor de piloot als deze in het geval van een noodgeval het toestel zou moeten verlaten. Het gevaar bestond dat hij in de richting van de motor zou worden gezogen of door de luchtinlaat zou worden geraakt.
De bewapening bestond uit twee 20 mm MG151/20 of twee 30 mm MK108 kanonnen in de rompneus.
Er was een neuswiel landingsgestel aangebracht. Het hoofdlandingsgestel werd binnenwaarts in de vleugels opgetrokken, het neuswiel achterwaarts in de rompneus.